# Clistocoeloma balansae
Clistocoeloma balansae is een krabbensoort uit de familie van de Sesarmidae. De wetenschappelijke naam van de soort is voor het eerst geldig gepubliceerd in 1873 door Alphonse Milne-Edwards.